# Jean-Paul Salomé
Jean-Paul Salomé, nascut el 1960, és un director de cinema i guionista francès.

## Biografia
Després d'estudiar cinema al Censier de la Sorbona, va ser assistent en el rodatge de pel·lícules, sobretot el 1981 a la pel·lícula Les uns et les autres de Claude Lelouch. Després va dirigir dos curtmetratges que eren documentals: L'Heure d'aimer el 1983 i La petite Commission el 1984. El 1991 va dirigir un primer llargmetratge per a televisió: 'Crimes et jardins del qual també va escriure el guió.
Posteriorment va dirigir altres llargmetratges, com ara Les Femmes de l'ombre amb Sophie Marceau, estrenada el 2008.
El gener de 2013, va ser elegit president d'UniFrance Films.

## Filmografia

### Cinéma
- 1994 : Les Braqueuses
- 1998 : Restons groupés
- 2001 : Belphégor, le fantôme du Louvre
- 2004 : Arsène Lupin
- 2008 : Les Femmes de l'ombre
- 2010 : Le Caméléon
- 2013 : Je fais le mort
- 2019 : La Daronne
- 2023 : La Syndicaliste

### Televisió
- 1991 : Crimes et jardins
- 1994 : La Grande fille
- 1997 : La vérité est un vilain défaut

## Distincions
- 46a cerimònia dels Premis César : nominació al César a la millor adaptació per La Daronne[2]
- 17è Premi Jacques Deray atorgat per l'Institut Lumière de Lió, per La Daronne[3]